# روابط ایران و صربستان
رابطه ایران و صربستان (انگلیسی: Iran–Serbia relations) یک رابطه دیپلماتیک است. ایران یک سفارت خانه در بلگراد و صربستان یک سفارت در تهران دارند.

## تاریخچه
تئوری منشأ تاریخی صرب ها- مورخان اظهار کرده‌اند که بسیار غیرممکن است منشأ صرب‌ها از نظر تاریخی از قبائل ایرانی در قفقاز سرچشمه گرفته شده باشد. محمود احمدی‌نژاد، رئیس‌جمهور اسبق ایران اذعان کرد که این نظریه ممکن است توضیح قابل اعتمادی برای منشأ کرووات‌ها که به صورت تاریخی خیلی نزدیک به صرب‌ها زندگی می‌کنند، نیز باشد.

## روابط
علی لاریجانی، رئیس پارلمان ایران در رأس یک هیئت در سپتامبر ۲۰۱۳ به صربستان سفر کرد در این سفر در مورد برنامه‌های زیربنایی برای ارتقای روابط و همکاری‌های اقتصادی بین ایران و صربستان بحث و تبادل نظر شد.
در راستای توسعه روابط ایران و صربستان طی دیدار مجید فهیم‌پور، سفیر ایران در بلگراد با آلکساندار ووچیچ، نخست‌وزیر صربستان در ۱۳ ژانویه ۲۰۱۵ علاوه بر ابراز علاقه‌مندی دو طرف برای ارتقای همکاری‌های همه‌جانبه، رئیس صرب در کمیسیون مشترک همکاری‌های اقتصادی، تجاری، علمی و فناوری دو کشور در سطح وزیران نیز تعیین شد و به دنبال آن یک هیئت پنج نفره صربستان به تهران رفت.
در ۳ آوریل ۲۰۱۶ علی لاریجانی، رئیس پارلمان ایران در سفر به صربستان با رئیس‌جمهور، با تومیسلاو نیکولیچ رئیس‌جمهور صربستان دیدار و گفتگو داشت. در این سفر نیکولیچ گفت که تلاش ما ایجاد روابط قوی با دوستانمان و منجمله ایران است.
در ۲ اوت ۲۰۱۵ وزیر خارجه صربستان ایویتسا داچیچ در رأس یک هیئت سیاسی به تهران سفر کرد و طی آن با محمد جواد ظریف وزیر امور خارجه ایران دیدار کرد. در این سفر بررسی مناسبات سیاسی، بررسی وضعیت کمیسیون همکاری‌های مشترک اقتصادی، برگزاری اجلاس آتی وزیران امور خارجه جنبش عدم تعهد مورد بحث و گفتگو قرار گرفت.
در ۸ مارس ۲۰۱۷ علاءالدین بروجردی رئیس کمیسیون امنیت ملی و سیاست خارجی پارلمان ایران در سفر به بلگراد با همتای صرب خود و اعضای کمیسیون روابط خارجی پارلمان این کشور دیدار کرد. همچنین بروجردی با راسیم لیاییچ وزیر تجارت، گردشگری و ارتباطات صربستان نیز دیدار داشت که در این جلسه وزیر تجارت صربستان خواستار امضای موافقت نامه تجارت آزاد بین صربستان و ایران شد و آن را متحول‌کننده روابط تجاری خواند.

## سوختگیری ایران ایر در بلگراد

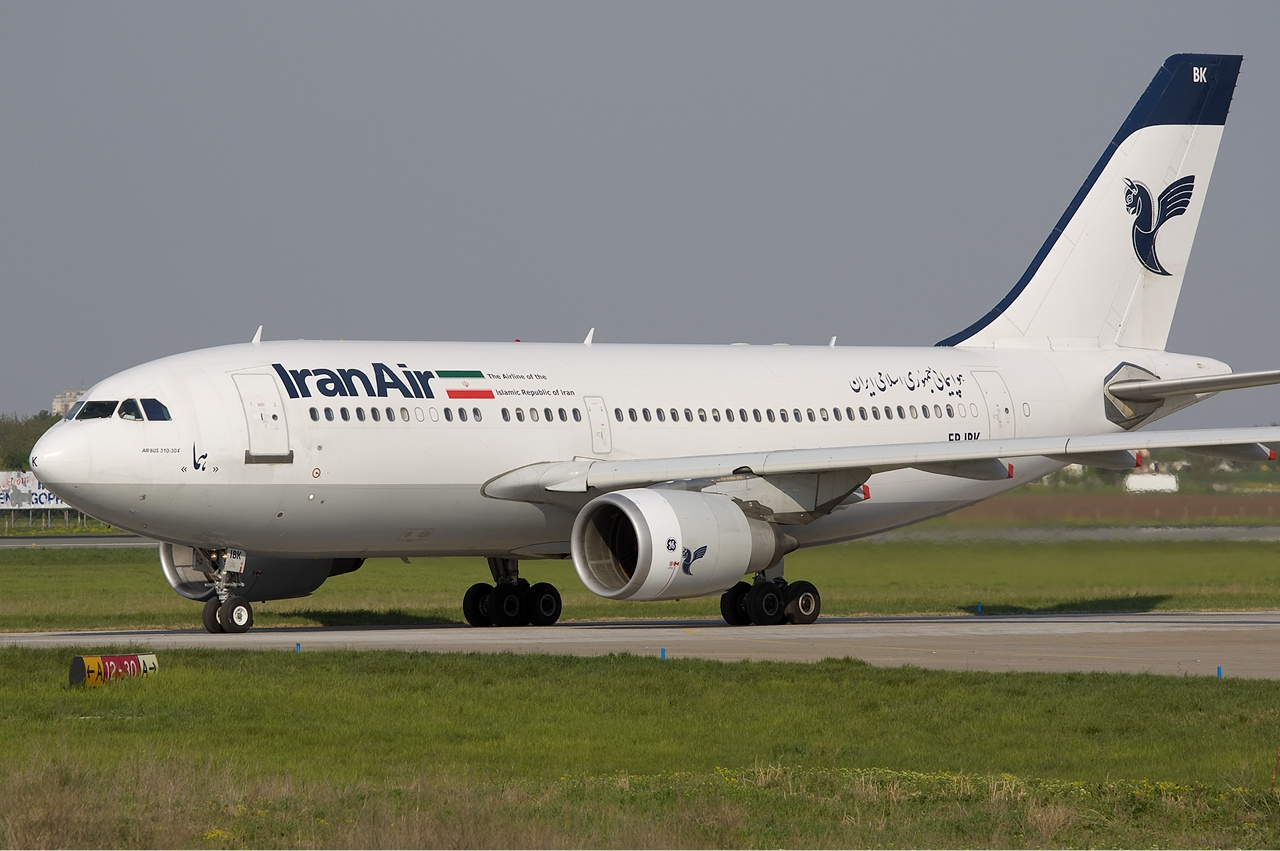
یک ایر باس A310 ایران ایر در فرودگاه نیکولا تسلای بلگراد در سال ۲۰۱۱

از مارس تا ژوئن ۲۰۱۱، به دلیل ممانعت فرودگاه‌های اروپا از سوخت‌گیری هواپیمای ایران ایر، این شرکت یک فرود برنامه‌ریزی شده برای سوختگیری هواپیماهای خود در بلگراد را اجرا می‌کرد. بعد از ۱۸ ژوئن ۲۰۱۱، فرودگاه نیکولا تسلا بلگراد بعد از فشارهای آمریکا، از فرود هواپیماهای ایران ایر جلوگیری کرد.

## رابطه جنبش عدم تعهد
در سپتامبر ۲۰۱۱ معاون وزیر امور خارجه وقت ایران، محمد آخوندزاده، به منظور شرکت در اجلاس شورای جنبش عدم تعهد که در آن سال در بلگراد برگزار شد از این کشور بازدید کرد و گفت که ایران کشور کوزوو را به عنوان یک کشور مستقل به رسمیت نمی‌شناسد. در کمتر از یکسال بعد ایوان مارکیچ به نمایندگی از صربستان به منظور شرکت در ۱۶مین اجلاس جنبش عدم تعهد به تهران سفر کرد. در ۳۱ اوت ۲۰۱۲ بر اساس گزارش‌های منتشر شده، مارکیچ در اجلاسی که شرکت کرده بود گفته بود که صربستان تمایل دارد که به عنوان عضو جنبش عدم تعهد باقی بماند در حالی که در همان زمان صربستان تلاش می‌کرد که به عضویت اتحادیه اروپا دربیاید.

## تناقض علاقه به اتحادیه اروپا
بر اساس گزارش‌های مطبوعات محلی در نوامبر ۲۰۱۲، صربستان علی‌رغم تحریم‌های شدید و ایزوله شدن توسط غرب بمدت ۸ سال در زمان جمهوری فدرال یوگسلاوی، این کشور اعلام کرد که به عنوان بخشی از فرایند پیوستن به اتحادیه اروپا تحریم‌های اتحادیه اروپا علیه ایران را اجرا خواهد کرد. اعلام تحریم‌ها باعث انتقادهای بسیار سخت در میان رسانه‌های صربستان و نویسندگان سیاسی شد که خود باعث یک شکاف بین عملکردهای دولت صربستان و نظرات شهروندان صرب شد. پروفسور پردراگ سیمیچ از دانشکده علوم سیاسی دانشگاه بلگراد در مصاحبه با روزنامه S MEdia گفت که به نظر می‌رسد ایران پیوستن صربستان به اتحادیه اروپا را تحمل می‌کند و نتیجه‌گیری کرد که ممکن است به دلیل تحریمات صربستان توسط غرب رابطه صربستان با ایران به اندازه‌ای که این رابطه با سایر کشورهای غربی خراب است خراب نشود.
در سال ۲۰۱۳، الکساندر تاسیچ سفیر صربستان در تهران، با محمود احمدی‌نژاد ملاقات کرد، در این دیدار محمد رحیمی اعلام کرد که هیچ مانعی برای ادامه رابطه بین تهران و بلگراد وجود ندارد.

## روابط فرهنگی
علاوه بر سفارت ایران، یک مرکز رایزنی فرهنگی ایران در بلگراد قرار دارد. هر ساله جشنواره فیلم ایرانی در جشنواره موزه بلگراد برگزار می‌شود.
روابط فرهنگی ایران و صربستان از سال ۱۹۶۳ و دوران یوگسلاوی سابق شکل گرفت. این دو کشور در آن ایام یک موافقت‌نامه فرهنگی امضاء کرده و روابط فرهنگی خود را آغاز نمودند. پس از انقلاب ایران در سال ۱۹۷۹ نیز این روابط ادامه یافت و در سال ۱۹۸۸ برنامه مبادلات فرهنگی علمی و فنی بین این دو کشور امضاءشد. از سال ۱۹۹۰ اولین رایزن فرهنگی ایران به کشور یوگسلاوی اعزام شد و رسماً فعالیت‌های فرهنگی ایران در یوگسلاوی آغاز گردید.
پس از فروپاشی جمهوری‌های کشور یوگسلاوی سابق این کشور به نام اتحادیه صربستان و مونته‌نگرو نامگذاری شد. در سال ۲۰۰۲ تا ۲۰۰۴ تبادل نامه جدید فرهنگی بین ایران و این اتحادیه به امضاء رسید. پس از اینکه مونته‌نگرو از صربستان جدا شد مجدداً موافقتنامه فرهنگی بین ایران و صربستان تمدید شد و روابط فرهنگی با مونته‌نگرو نیز به عنوان یک کشور مجزا ادامه یافت.
نمایندگان فرهنگی ایران در صربستان از سال ۱۹۹۰:
- عباس آریا زند
- غلام وفائی
- محمود نصر اصفهانی
- حمید محمدی
- غلام وفایی
- مهرداد آگاهی
- فرید افتخاری
- محمود شالویی
- محسن سلیمانی ۲۲ مه ۲۰۱۵ تا کنون